# Symplocos macrophylla
Symplocos macrophylla är en tvåhjärtbladig växtart. Symplocos macrophylla ingår i släktet Symplocos och familjen Symplocaceae.

## Underarter
Arten delas in i följande underarter:
- S. m. grandiflora
- S. m. macrophylla
- S. m. namboodiriana
- S. m. rosea
- S. m. sulcata